# グランフロント大阪
グランフロント大阪（グランフロントおおさか、英語: GRAND FRONT OSAKA）は、大阪市北区大深町（梅田地区）に所在する複合商業施設である。日本貨物鉄道（JR貨物）梅田貨物駅跡地の再開発エリア「うめきた」（大阪駅北地区）エリアの先行開発区域（うめきた1期エリア）として、2013年4月26日に開業した。

## 概要

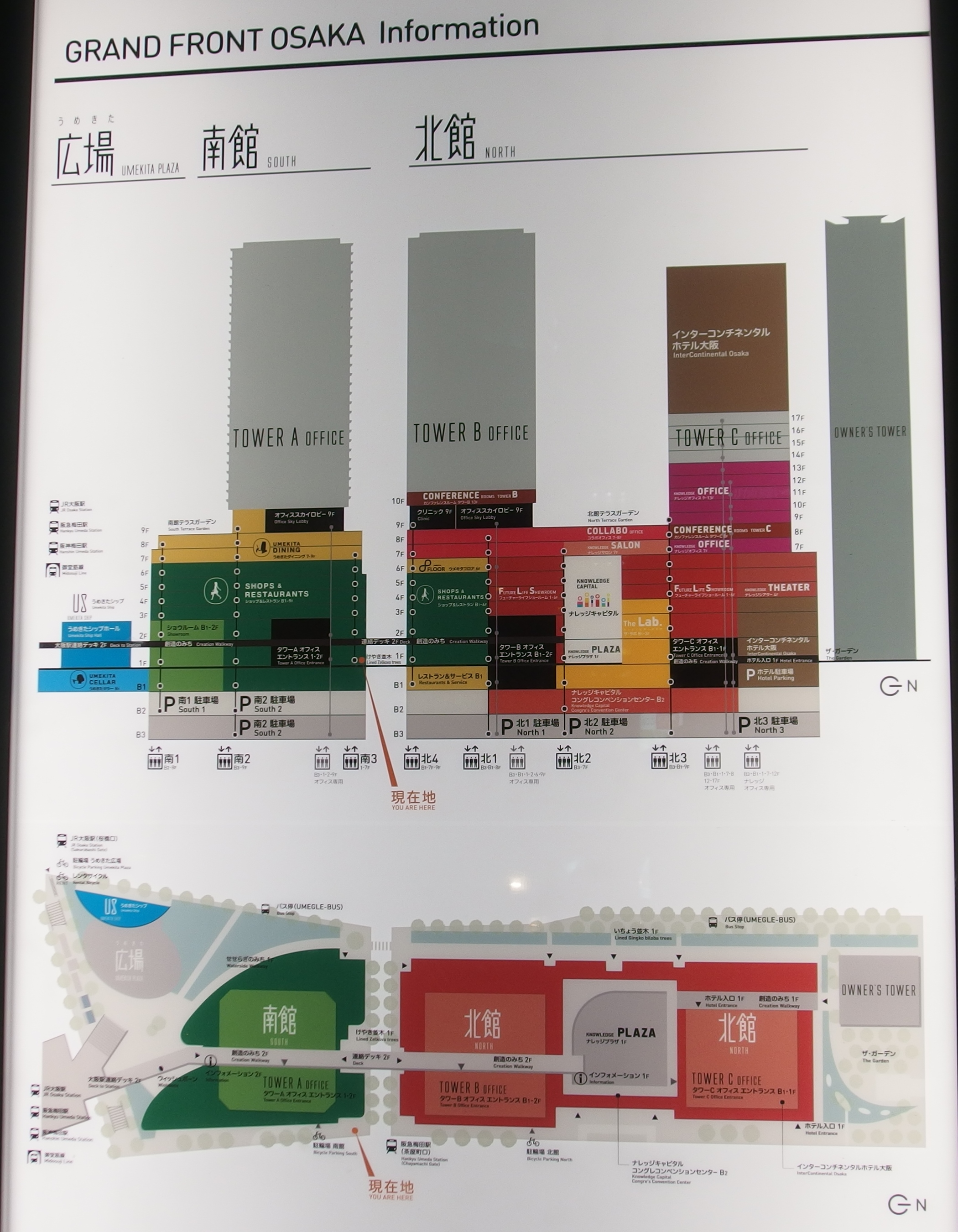
フロア図

一日に約250万人が利用する大阪駅・梅田駅北側の再開発エリアで、"大阪最後の一等地"といわれる「うめきた」の総面積約24ヘクタールのうち約7ヘクタールのエリアに立地している（なお、残りの17ヘクタールについてはうめきた2期区域（グラングリーン大阪）として現在工事が進められている）。
大阪駅のある南側から順に南館（タワーA）、北館（タワーB・タワーC）で分かれており、ショッピングモールやレストラン・カフェ、オフィス、ホテル、コンベンションセンター、劇場、超高層マンションなどから構成されている。商業施設部分は阪急阪神東宝グループの阪急阪神ビルマネジメント（阪急阪神不動産子会社）が運営しており、阪急百貨店・阪神百貨店・阪急三番街などと同じSポイント対応カードが使用可能となっている。
うめきたを中心に梅田は再開発が著しいことから、大阪駅に近いグランフロント大阪南館（大深町4-20）が大阪市の商業地として地価が最も高い地点である。

### うめきたSHIP
地上2階建ての商業・多目的ホール。船をイメージしたデザインとなっている。1階はレストラン、2階は多目的ホール「うめきたSHIP HALL」となっており、うめきた広場と一体感を持たせたイベントが開催されている。

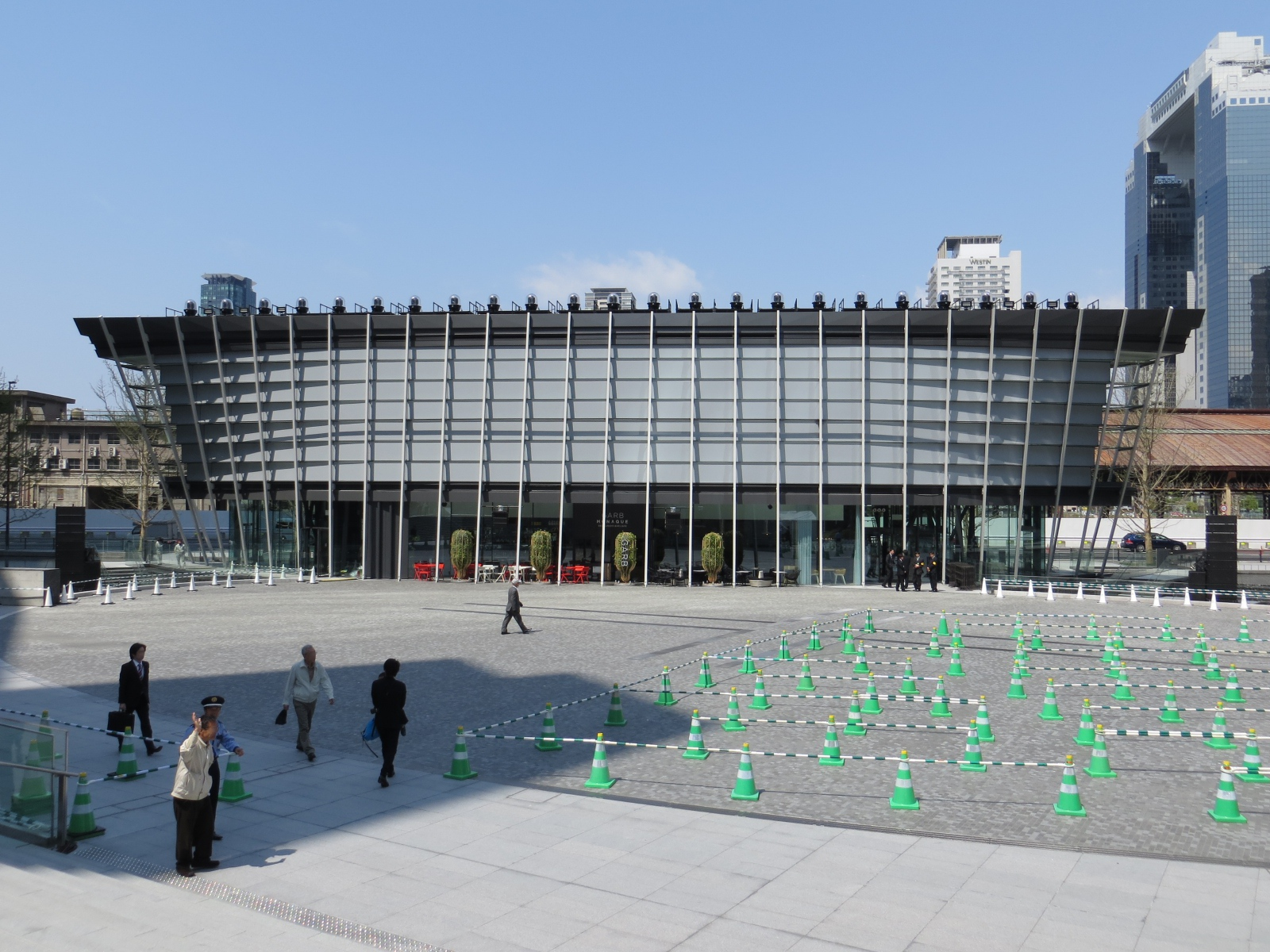
うめきたSHIP

### 南館

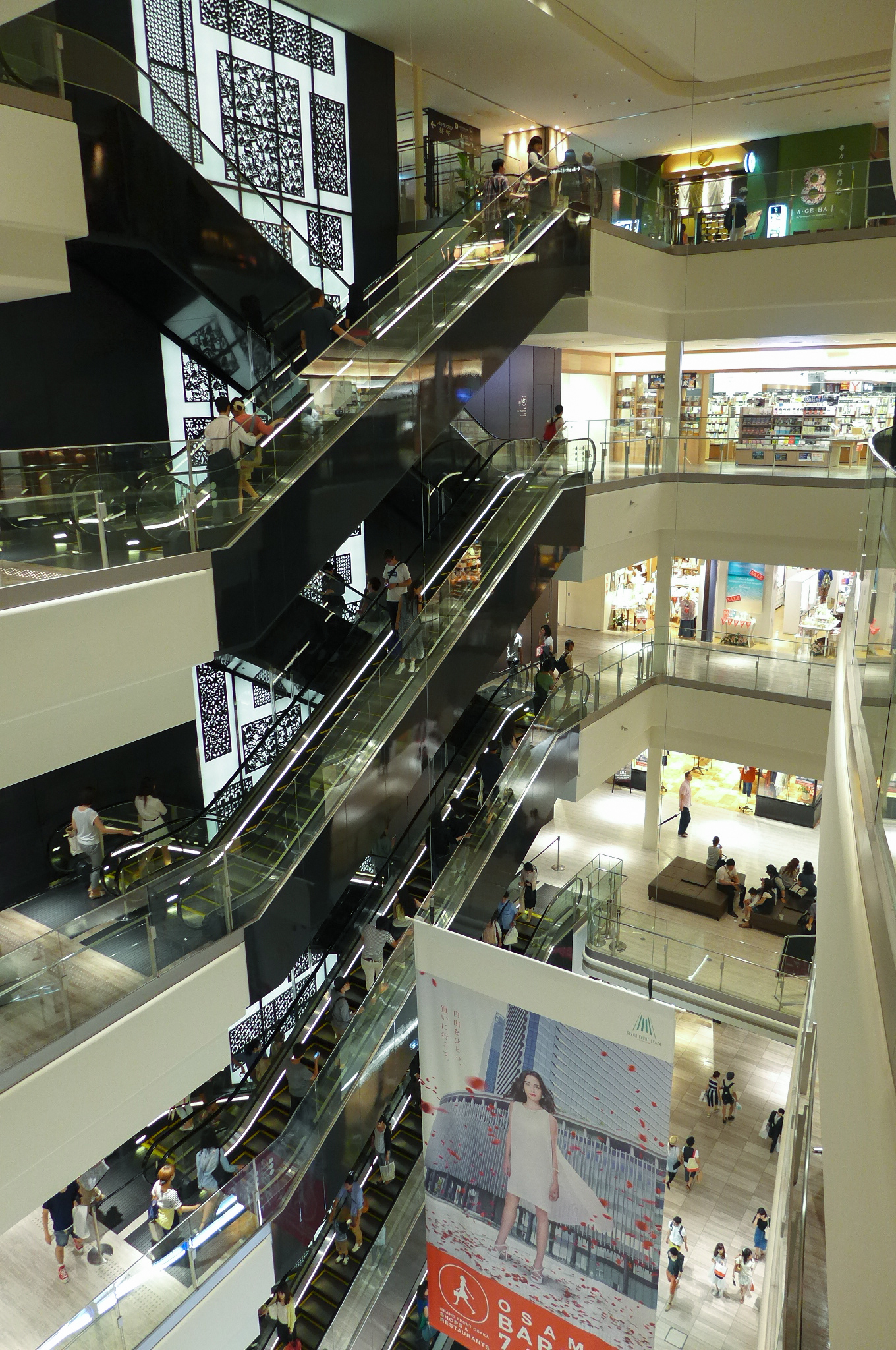
南館アトリウム

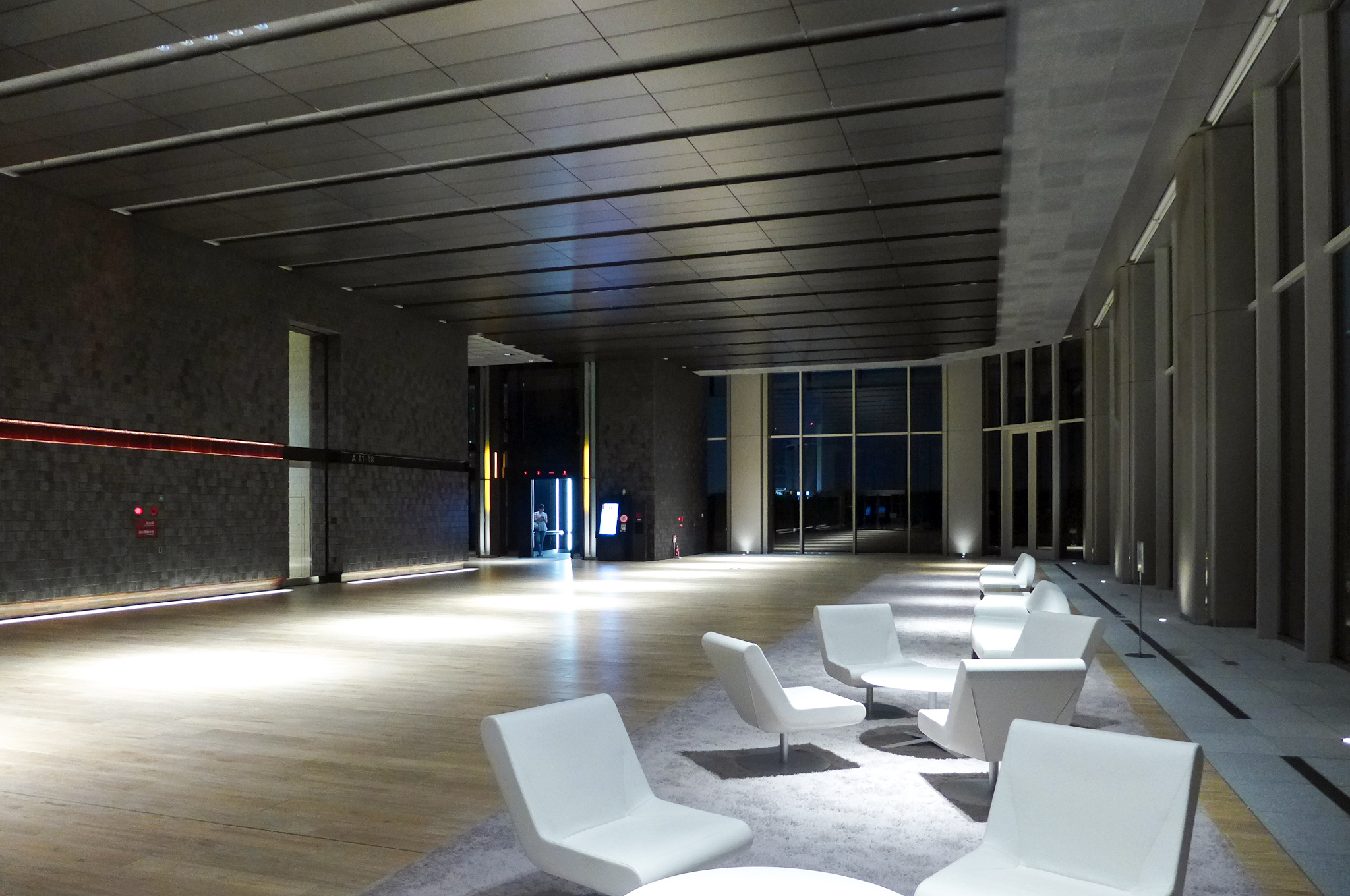
9階オフィスロビー

地上38階地下3階（高さ179.5 m）、オフィス・商業エリア。
- タワーA（旧A棟）
- 開発事業者：三菱地所、NTT都市開発、大阪駅北地区開発特定目的会社、積水ハウス、ノースアセット特定目的会社、阪急電鉄、メックデベロップメント

ショップ&レストラン
低層部のショッピングエリア「グランフロント大阪 ショップ&レストラン」は店舗面積約44,000m2、店舗数266の専門店街であり、人気ファッションブランド、インテリアショップ、雑貨店、大型書店、レストランやカフェといった多数のテナントが入居している。このうち73店舗が近畿地方初出店であり、97店舗が西日本や近畿での旗艦店である。
飲食店については77店舗が入居しており、イートインスペースを設けた地下1階の食物販ゾーン『うめきたセラー』と日本国外の有名店や日本全国から選りすぐりのレストラン36店舗を集積した『うめきたダイニング』、「大人のたまり場」をコンセプトに深夜4時まで営業する『UMEKITA FLOOR』の3つのゾーンに大きく分かれていて、その他にも世界中のビール・ワインを集めた『世界のビール博物館&世界のワイン博物館』や路面沿い・屋上庭園などに面したカフェやバーなども展開している。
出店テナントの一覧・詳細情報は公式サイト「ショップリスト」を参照。

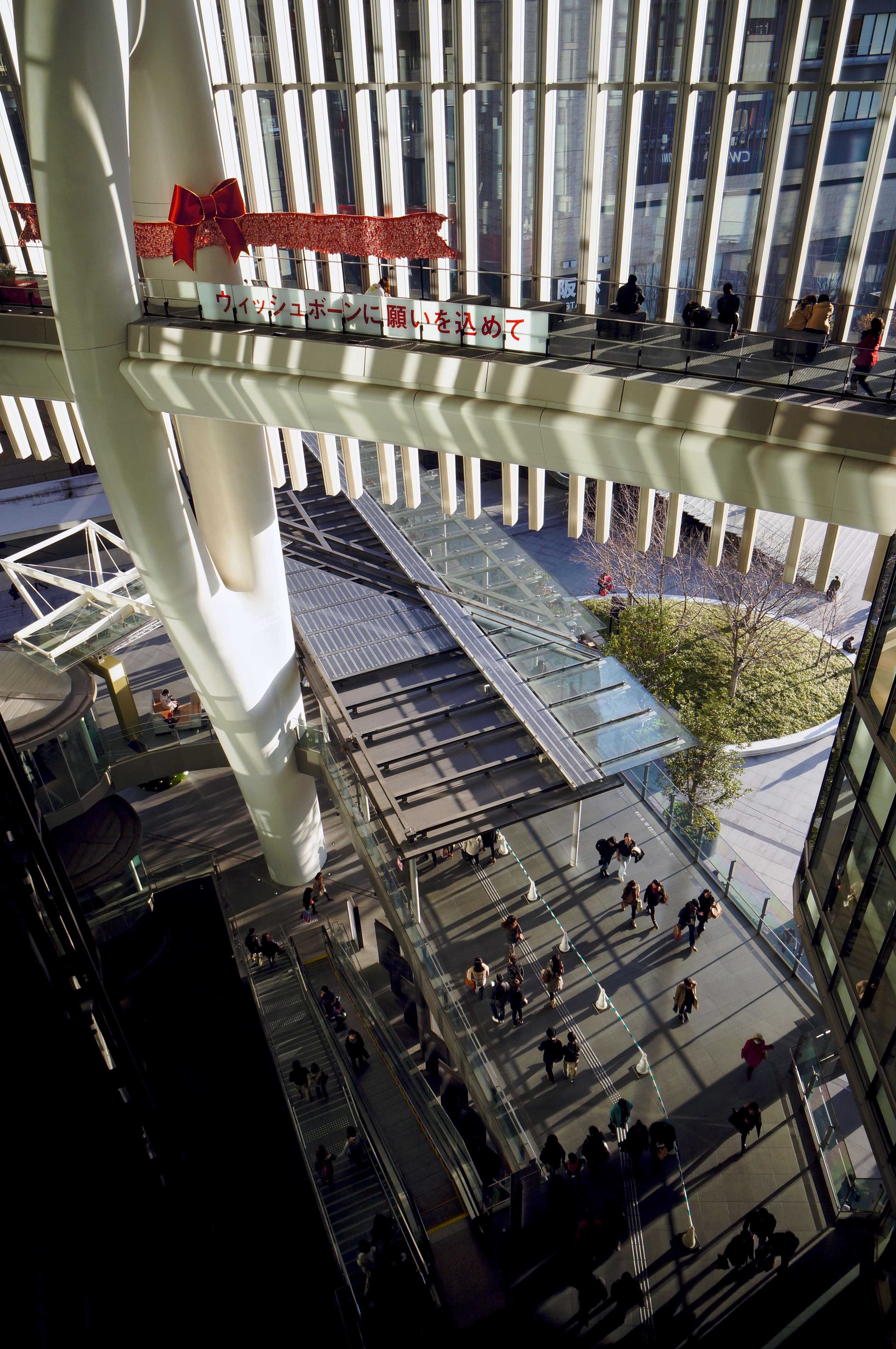
南館入口
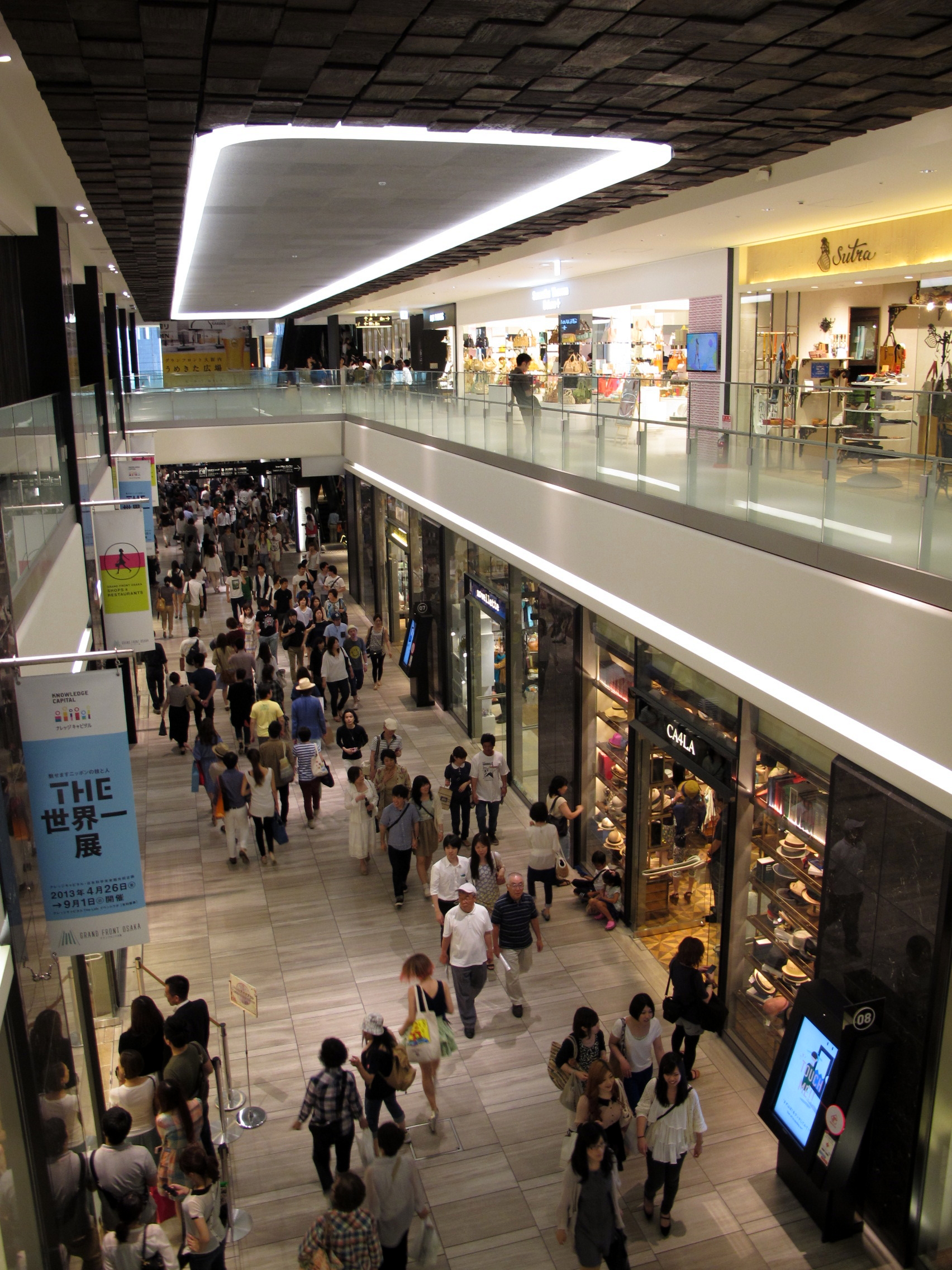
1-2階
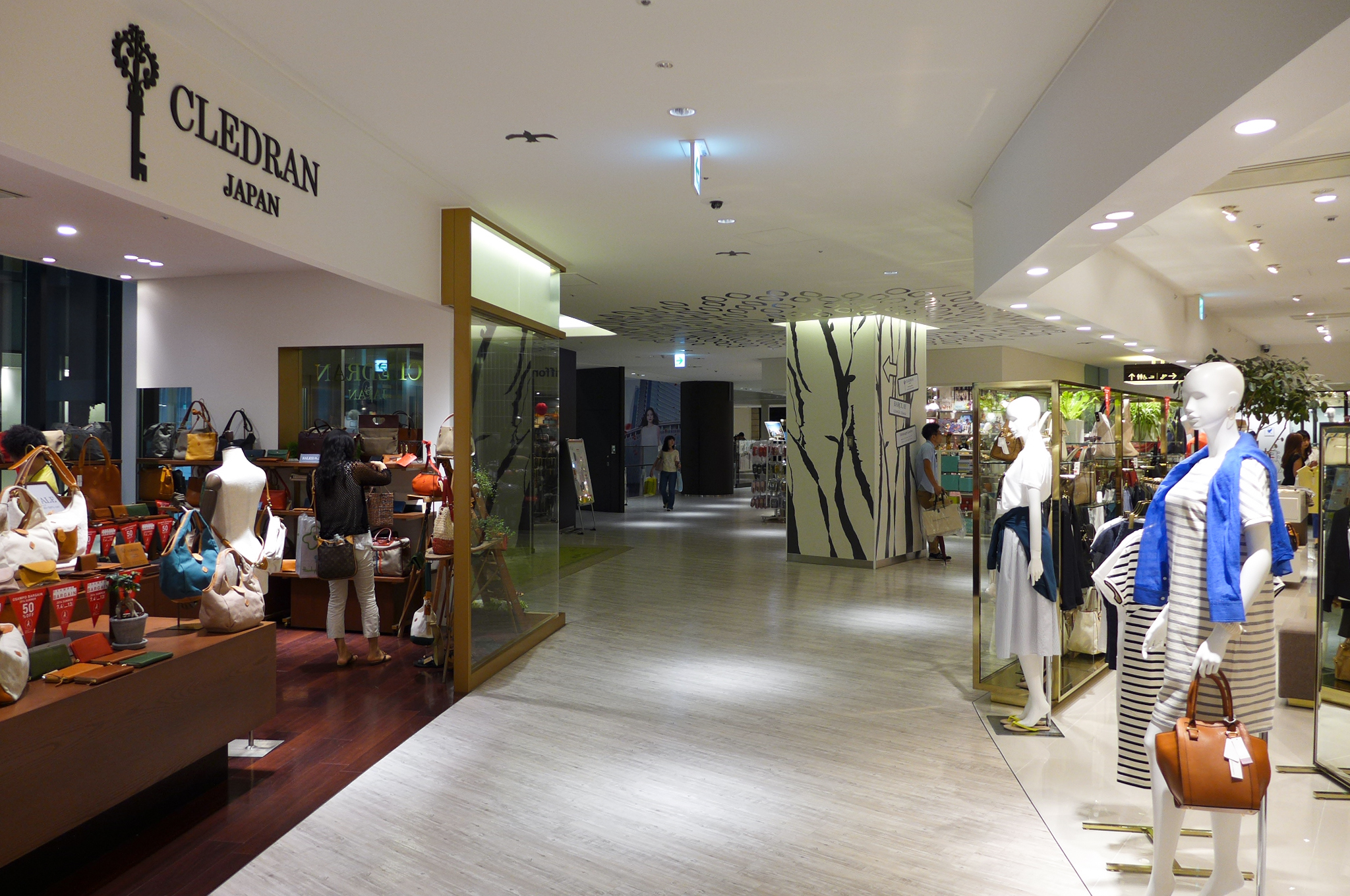
3階
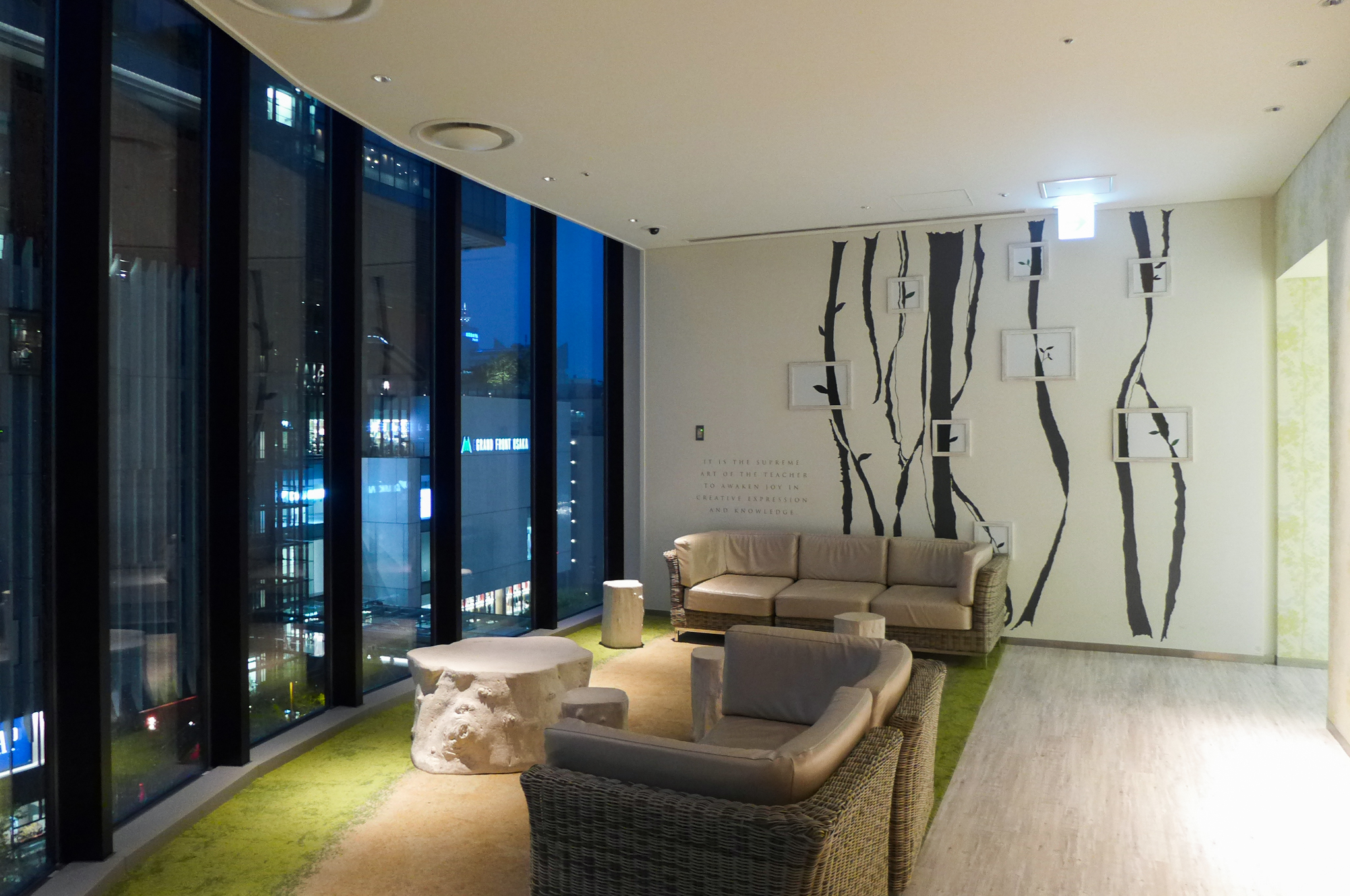
6階トイレ休憩所
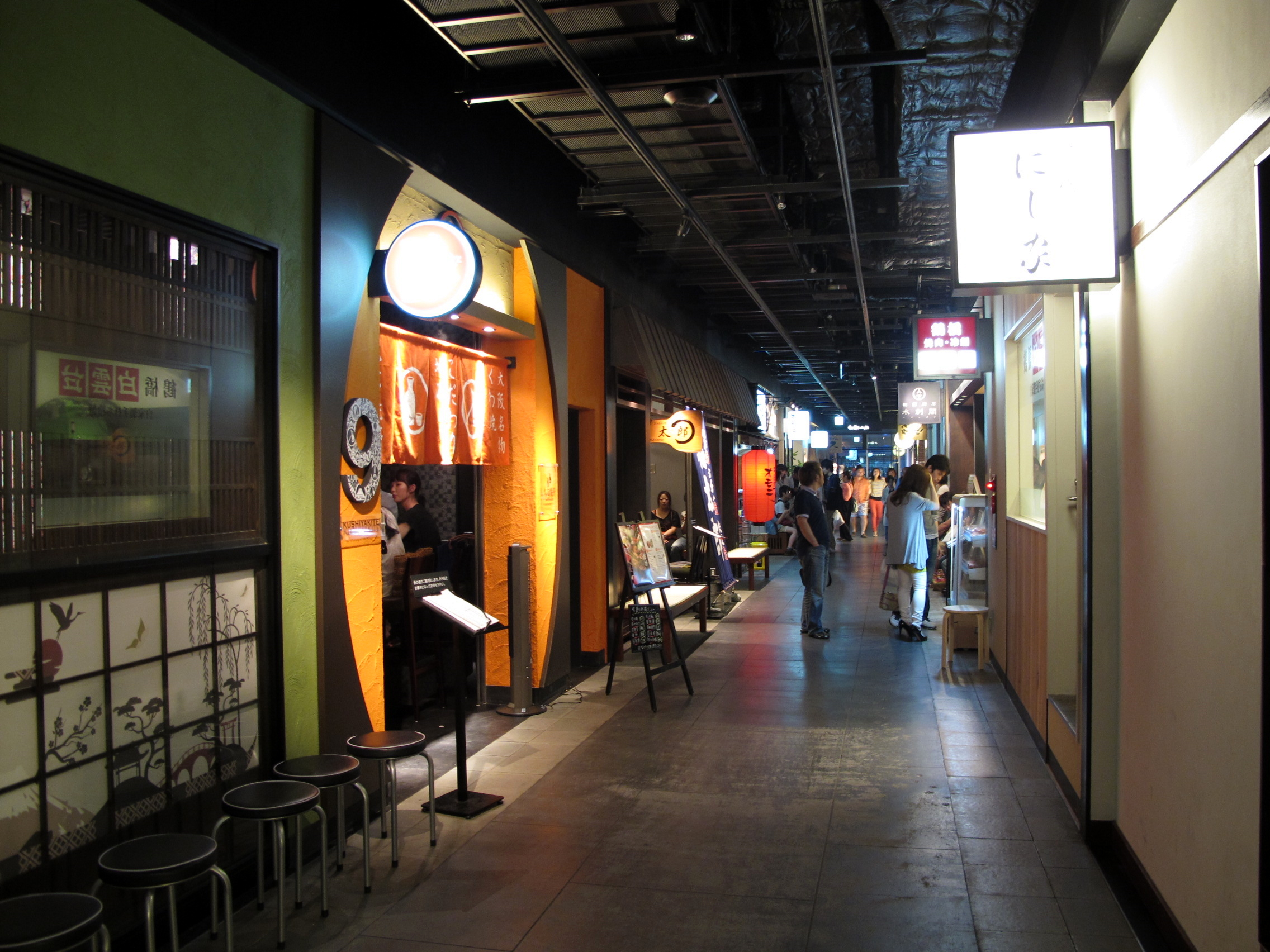
7階
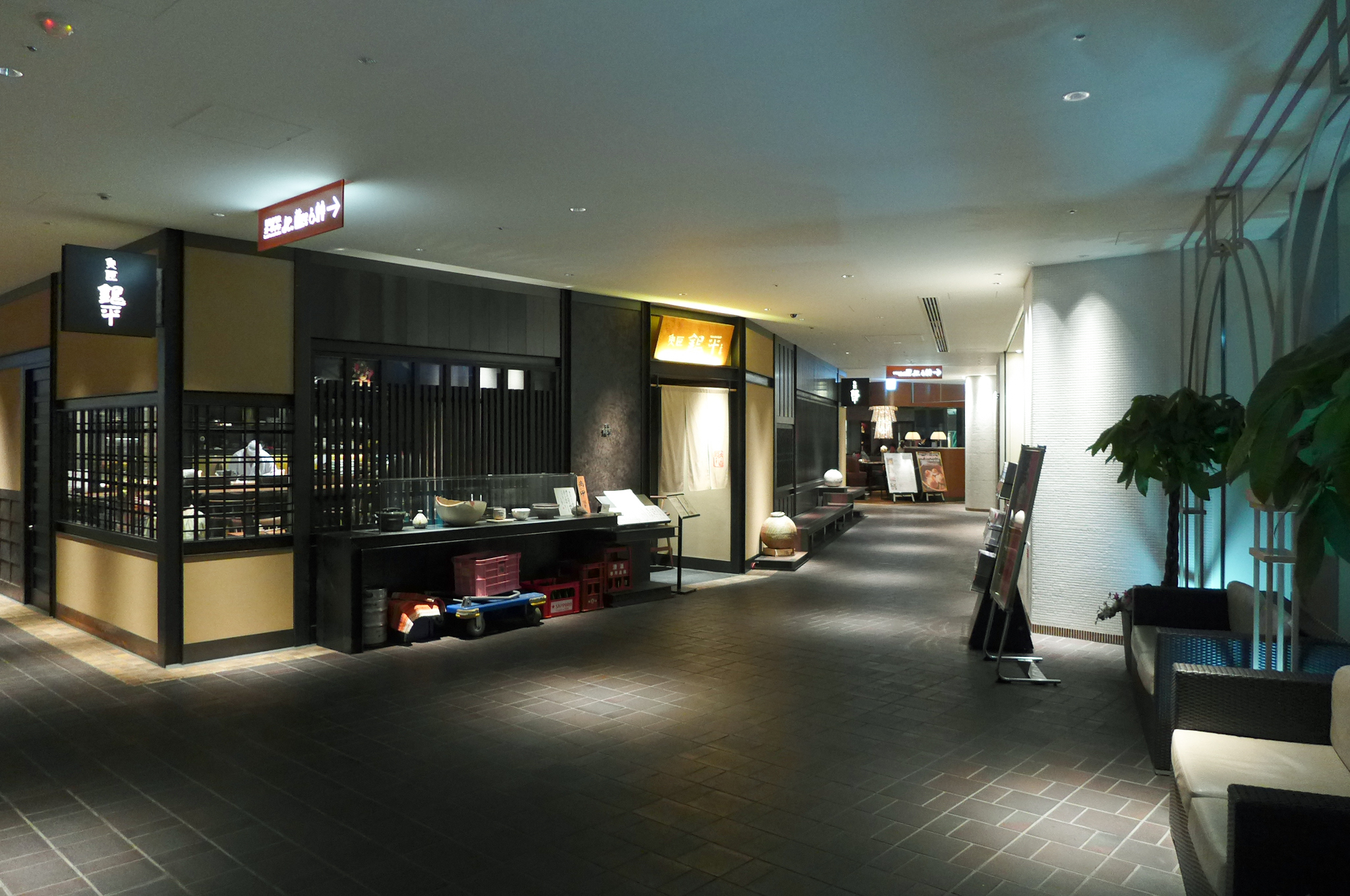
8階

オフィス棟の主な入居企業
- ヤフー（37F）
- プライスウォーターハウスクーパース（PwCあらた有限責任監査法人、PwCコンサルティング、PwCアドバイザリー、PwC税理士法人）（36F）
- レイスグループ（36F）
- さくらインターネット（35F）
- MDI（34F）
- 日東電工（33F）
- 日本調剤グループ（32F）
- エックスサーバー（32F）
- マイナビ（30-31F）
- 関西みらい銀行（29F）
- 参天製薬（25-26F）
- ジャストシステム（24F）
- パナソニック（24F）
- キリンホールディングス（22-23F）
- JPモルガン・アセット・マネジメント（22F）
- オカムラ（21F）
- 三菱電機（18-20F）
- アートネイチャー（15F）
- 日本和装ホールディングス（15F）
- 三井不動産リアルティ（14F）
- アシスト（13F）
- 小泉産業（12F）
- LIXIL（11-12F）

### 北館
オフィス・ホテル・商業エリア。
- タワーB（旧南棟）- 地上38階地下3階（高さ175.3 m）、オフィス・商業・ナレッジ・キャピタル
- タワーC（旧北棟）- 地上33階地下3階（高さ154 m）、オフィス・ホテル（インターコンチネンタルホテル大阪）・商業・ナレッジ・キャピタル
- 開発事業者：オリックス不動産、NTT都市開発、積水ハウス、阪急電鉄、三菱地所、住友商事、ナレッジ・キャピタル開発特定目的会社、日本土地建物、新日鉄都市開発

#### ナレッジ・キャピタル
北館（旧Bブロック）低層階には、『世界の「感性」「技術」を持ち寄り、交わり、コラボレーションすることで新たな価値を生み出す』ことをコンセプトに掲げ、国内外の産官学の「知」の交流を目指す知的創造拠点「ナレッジ・キャピタル」があり、延べ床面積は8万8000 m2と大阪市役所庁舎と同規模の広さで、企業や研究者・クリエーターが集まる拠点としてオフィスを7フロア設けている。このうち半分は大阪市が借り、短期間・小規模で賃貸が可能な「コラボオフィス」や会議室を併設することで、医療・介護、ロボットなどの分野で産学連携を促している。
また、同じくナレッジ・キャピタルの中核施設「ナレッジプラザ」では、ナレッジ・キャピタルと連携したイベントやプレゼンテーションなどが行われたり、来館者がさまざまな最新製品のプロトタイプ（試作品）を直接触れることができる「The Lab（ザ・ラボ）」や380席ある多目的劇場「ナレッジシアター」、国際会議や大型展示会を開催できる3000人収容のコンベンションセンターも設けている。
テナントには、パナソニックやNTTスマートコネクト、サントリー、東京大学大学院など多数の企業や研究機関が入居している。

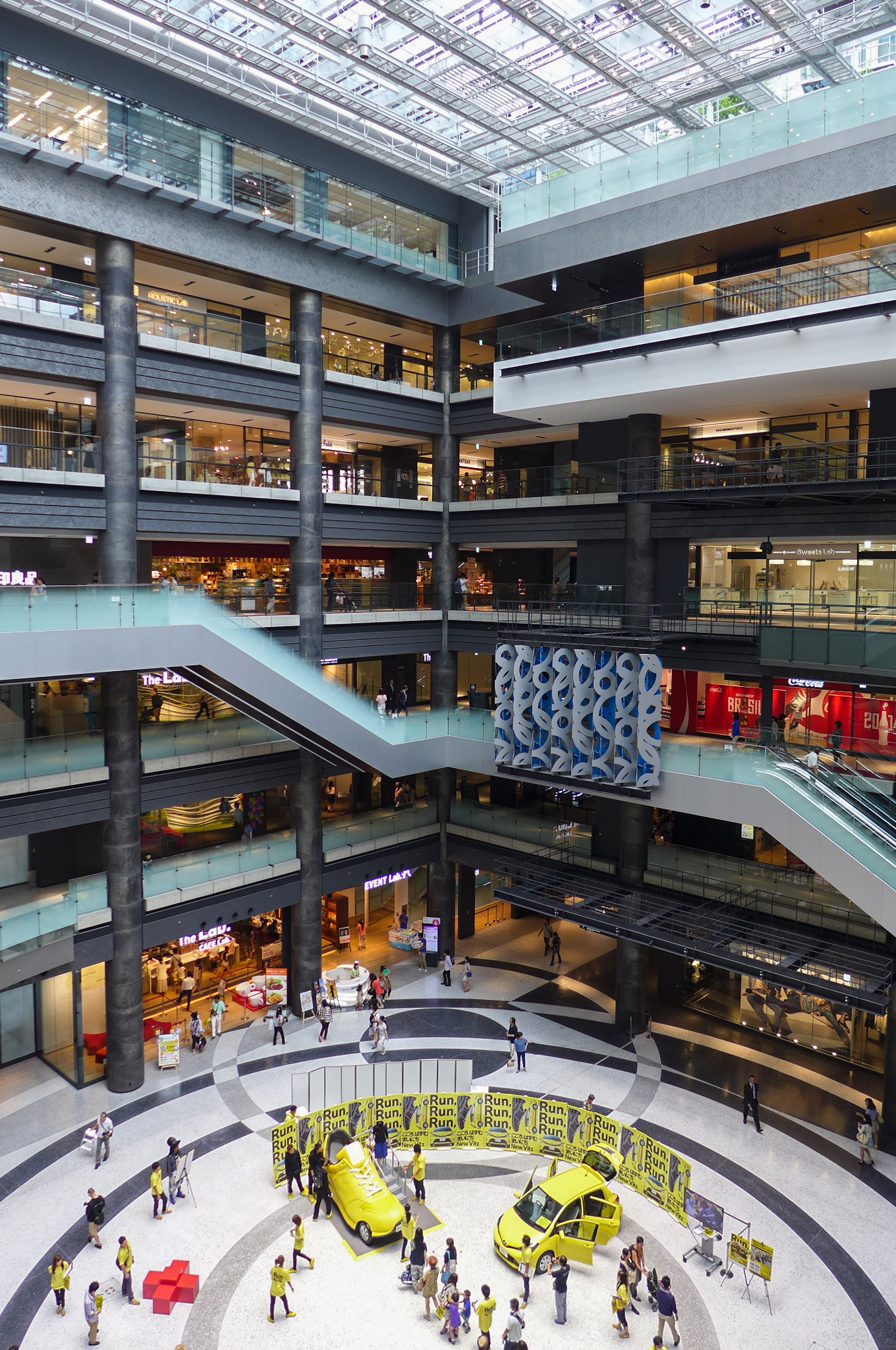
ナレッジキャピタル
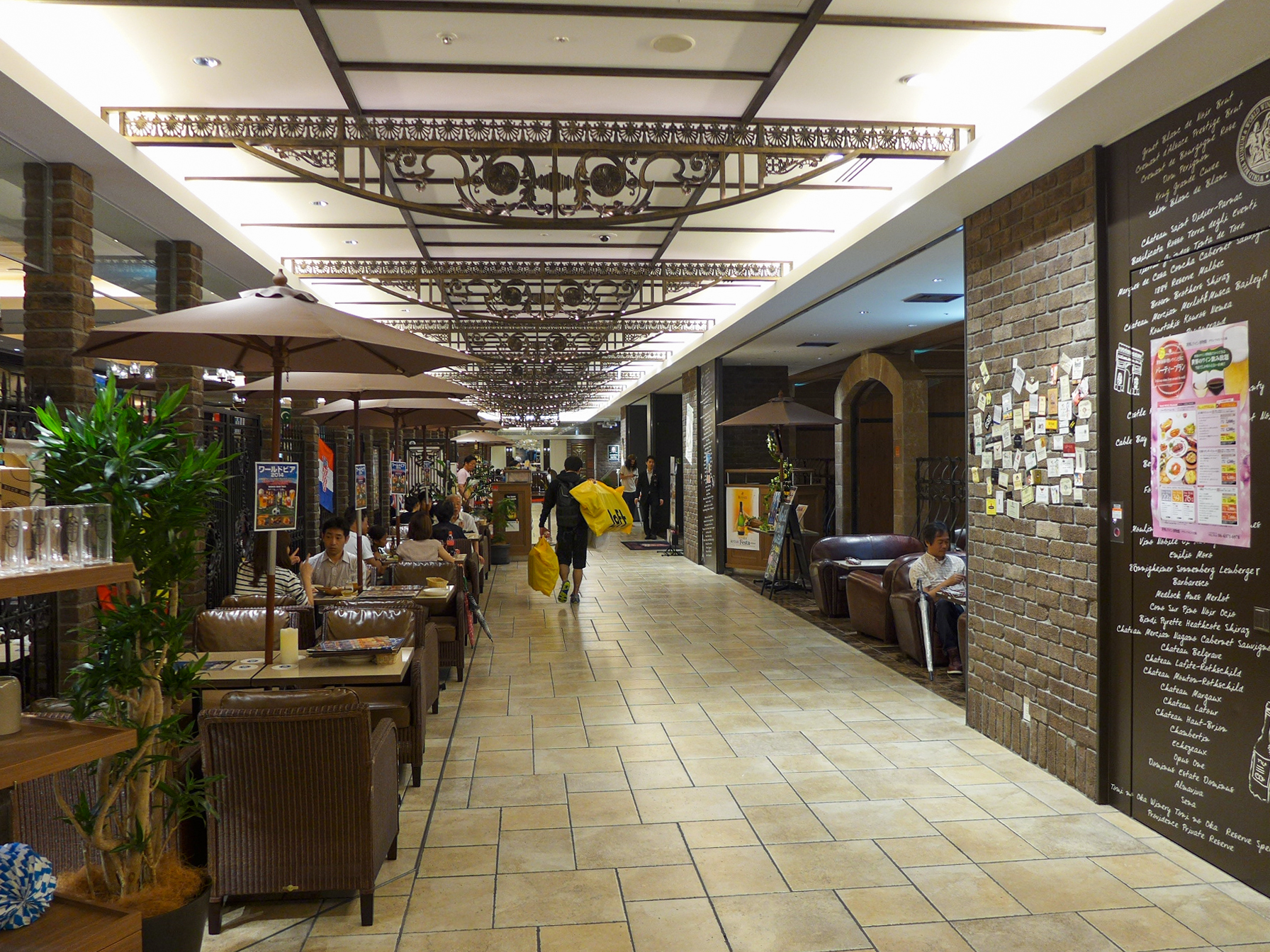
B1階World Wine Museum
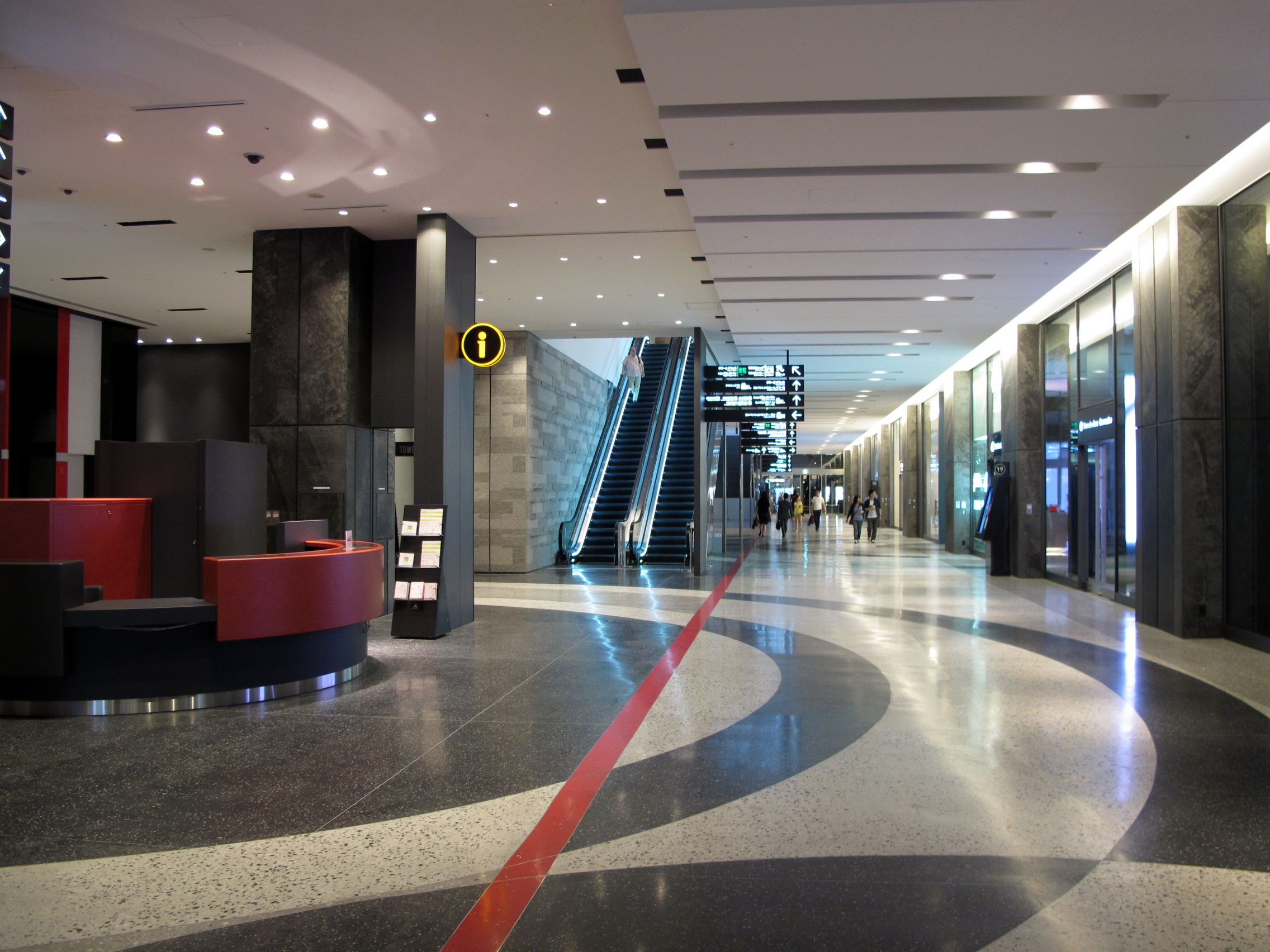
1階
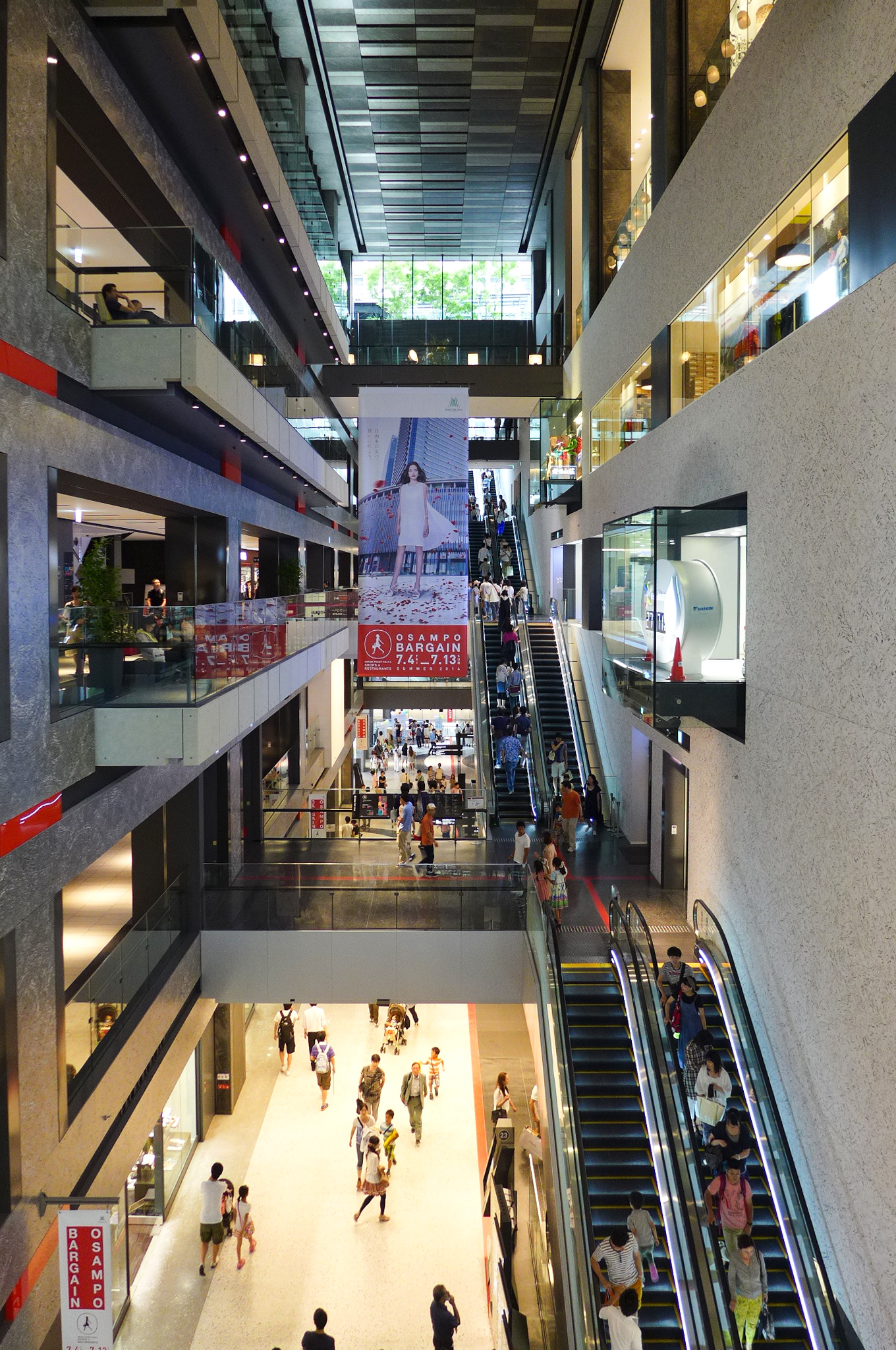
エスカレーターホール
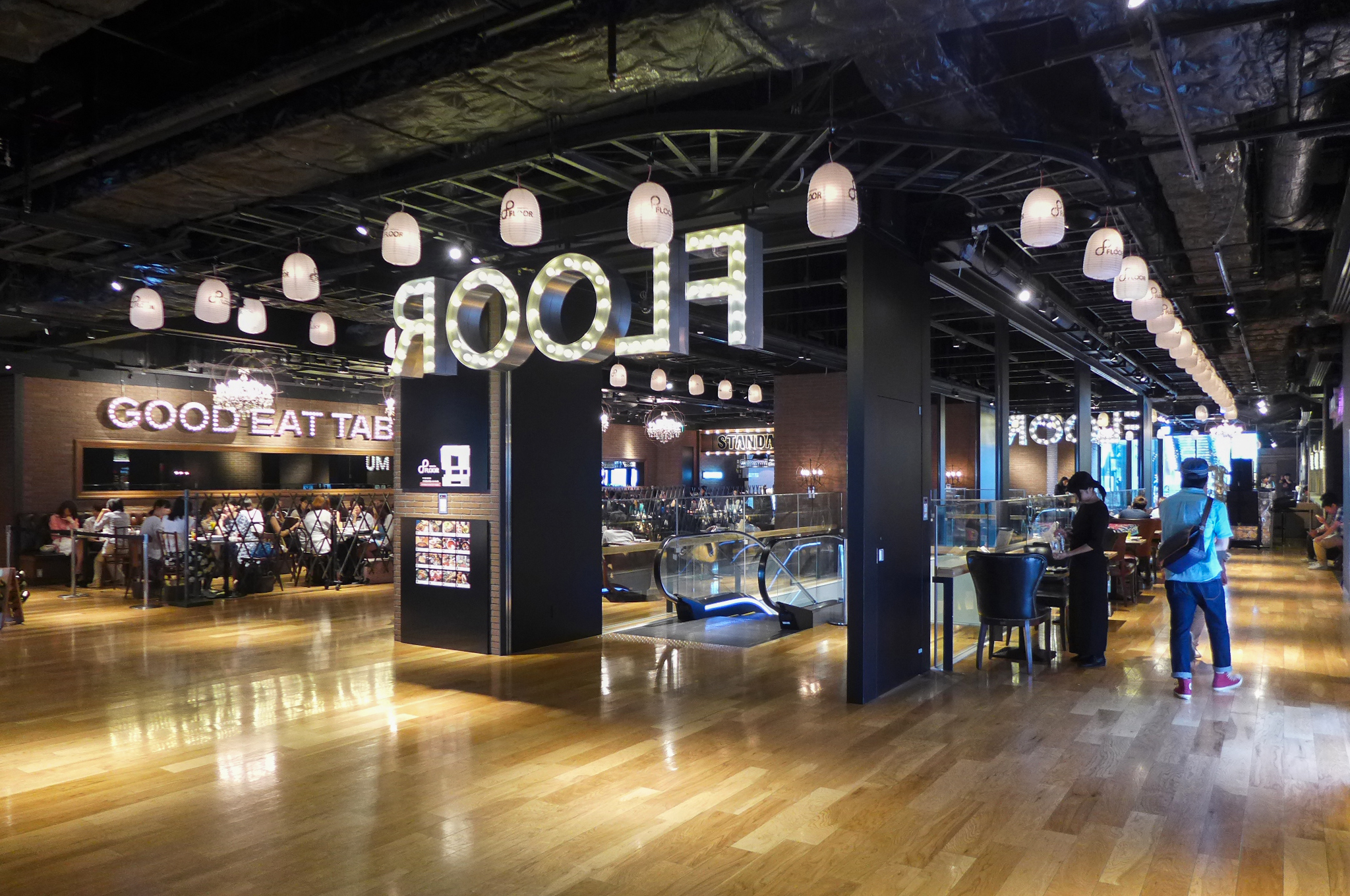
6階Umekita Floor

ナレッジキャピタル 主要テナント一覧（2013年7月現在）
※五十音順に表示
- ナレッジオフィス
  - 一般財団法人アジア太平洋研究所
  - インサイトテクノロジー
  - NTT西日本
  - NTTスマートコネクト
  - 大阪市立大学
  - 大阪ガス
  - 大阪工業大学
  - 大阪大学
  - 大阪市 -「大阪イノベーションハブ」
  - 関西大学 -「関西大学うめきたラボラトリ」
  - 慶應義塾大学 -「慶應大阪シティキャンパス」2013年5月21日に移転・開設。
  - 公益財団法人都市活力研究所
  - コクヨファニチャー
  - コングレ
  - 独立行政法人・情報通信研究機構
  - 日本ベーリンガーインゲルハイム
  - パナソニック
  - フジキン
- アクティブラボ
  - ヴイストン
  - ウエストユニティス
  - グリーンロードモータース
  - 鴻池運輸
  - 独立行政法人・情報通信研究機構
  - デジタルファッション
  - 電通国際情報サービス
  - 東京大学大学院情報理工学系研究科
  - 梅花女子大学
  - 凸版印刷
  - VisLab OSAKA
  - マッスル
  - 三木楽器
  - 三菱電機

- フューチャーライフショールーム
  - NTTドコモ
  - アシックス -「アシックスストア大阪」
  - Urge -「Urge 〜event・cafe & present labo」
  - AppBank -「AppBank Store」
  - 大手前学園 -「スイーツ・ラボ」
  - 関西電力グループ -「エナレッジ」
  - 近畿大学 「近大卒の魚と紀州の恵み　近畿大学水産研究所」[12] - 近大マグロなどの養殖魚専門料理店
  - KDDI -「au Style OSAKA」
  - 好日山荘 -「好日山荘グランフロント大阪店」
  - コカ・コーラウエスト -「コカ・コーラウエスト ハピネスラボ」
  - サントリー -「SUNTORY WHISKY HOUSE」
  - 積水ハウス -「SUMUFUMULAB」
  - ソフトバンクモバイル
  - ダイキン -「フーハ大阪」
  - 日本サブウェイ -「サブウェイ野菜ラボ」
  - HDC大阪
  - ピーロート・ジャパン -「World Wine Bar by Pieroth」
  - ボーネルンド -「ボーネルンドあそびのせかい」
  - メルセデス・ベンツ -「Mercedes me Osaka」
  - 淀川キリスト教病院 -「YCHメディカルサロン」
  - ロート製薬 -「Smart Campうめきた」
  - シマノ - 「SHIMANO SQUARE」

- その他
  - FM COCOLO - サテライトスタジオを開設
  - コングレコンベンションセンター

#### オフィス棟（タワーB）の主な企業
- アメリカン・インターナショナル・グループ（AIG）日本法人（27、 35 - 37F）
  - AIGジャパン・ホールディングス（37F）
  - AIGパートナーズ（37F）
  - AIGビジネス・パートナーズ（27、 35、 37F）
  - AIG損害保険（27、35、 36、37F）
- アイル（情報システム企業）（34F）
- スクウェア・エニックス （33F）
- 富士電機グループ （31 - 32F）
- ダイセル（30 - 31F）
- ロート製薬（29F）
- ADKグループ (28F)
- BIPROGYグループ（24 - 26F）
- 丹青社（24F）
- GMOインターネットグループ（23F）
- FWD富士生命保険（22F）
- アストラゼネカ 日本法人（19 - 21F）
- ラグザス（18F）
- Aiming 大阪スタジオ（18F）
- パーソルキャリア（16 - 17F）
- フェンリル（14F）
- セプテーニ・ホールディングス（13F）
- 医薬品医療機器総合機構 （12F）

#### ホテル
北館高層階には、インターコンチネンタルホテル大阪が2013年（平成25年）6月5日に開業した。

### 住居

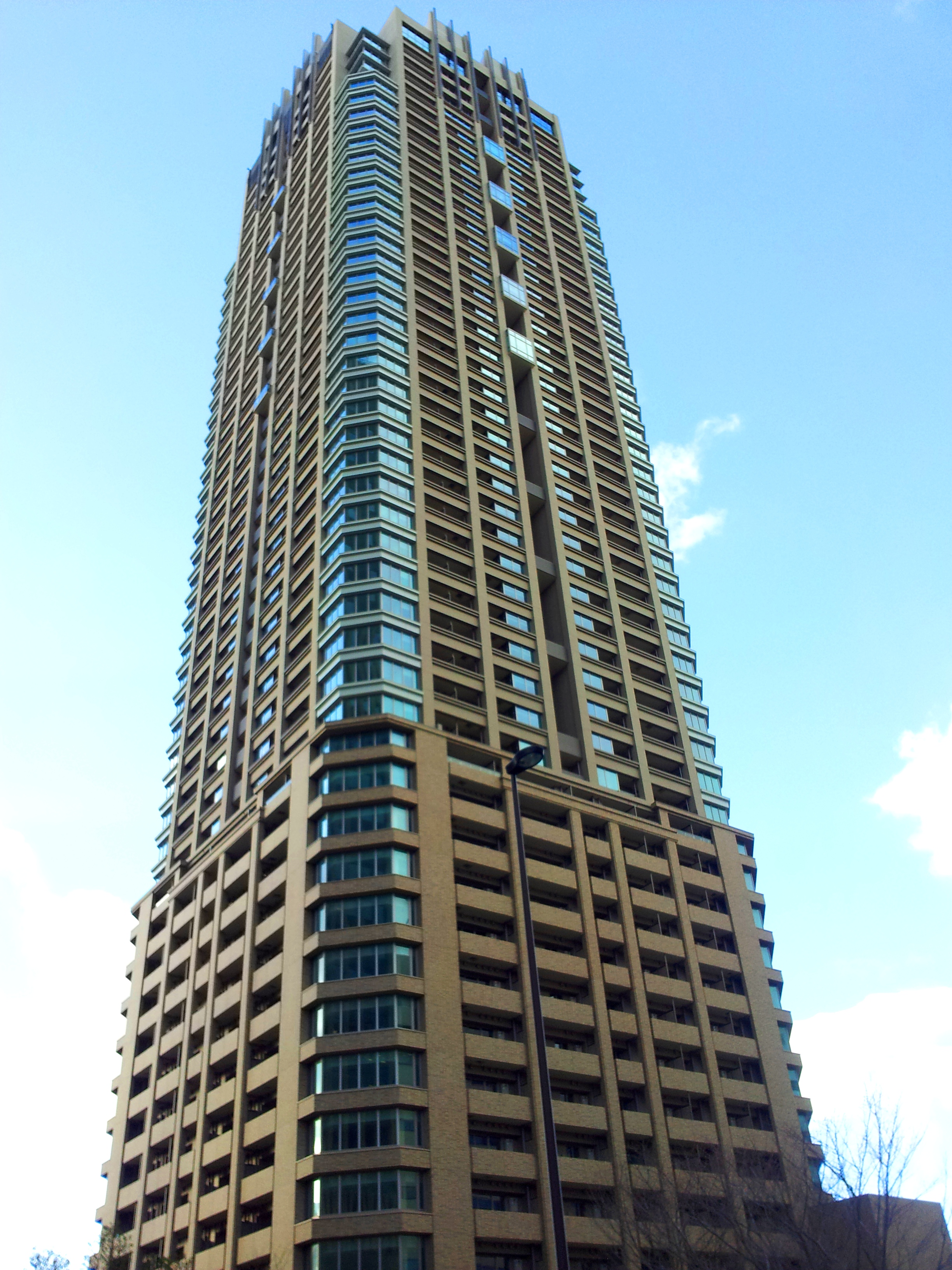
グランフロント大阪オーナーズタワー

旧Cブロックは地上48階地下1階（高さ174.2m）の超高層マンション「グランフロント大阪オーナーズタワー」である。
- 開発事業予定者：南館（旧Aブロック）と同じ

### 広場・歩道空間
グランフロント大阪の各所にはそれぞれのエリアを結ぶだけでなく、人の交流や賑わいを創造する広場や歩道空間が整備されている。地区を南北・東西に貫く大通りを「軸」と称し、地区を南北に貫く「賑わい軸」には歩道にケヤキ並木を、東西に貫く「シンボル軸」には歩道にイチョウ並木を配置し歩道空間に賑わいや四季折々の自然を提供している。
また、A・Bブロックの中層階の屋上に緑あふれる庭園が、BブロックとCブロックとの間に「自然軸」と呼ばれるオープン・スペースがある。さらに、西日本旅客鉄道（JR西日本）大阪駅のアトリウム出口とAブロックとの間に約10,000m2の巨大な駅前広場を設置し、人々が自由に集い、憩い、楽しめる空間を造り、また広場の地下階では多彩な情報を発信するイベントが行われている。
広場の名称は「うめきた広場」と名付けられ、2階建ての「うめきたSHIP」が併設されており、1階にはカフェが、2階には約270m2の多目的ホール「うめきたSHIP HALL」が開設された。

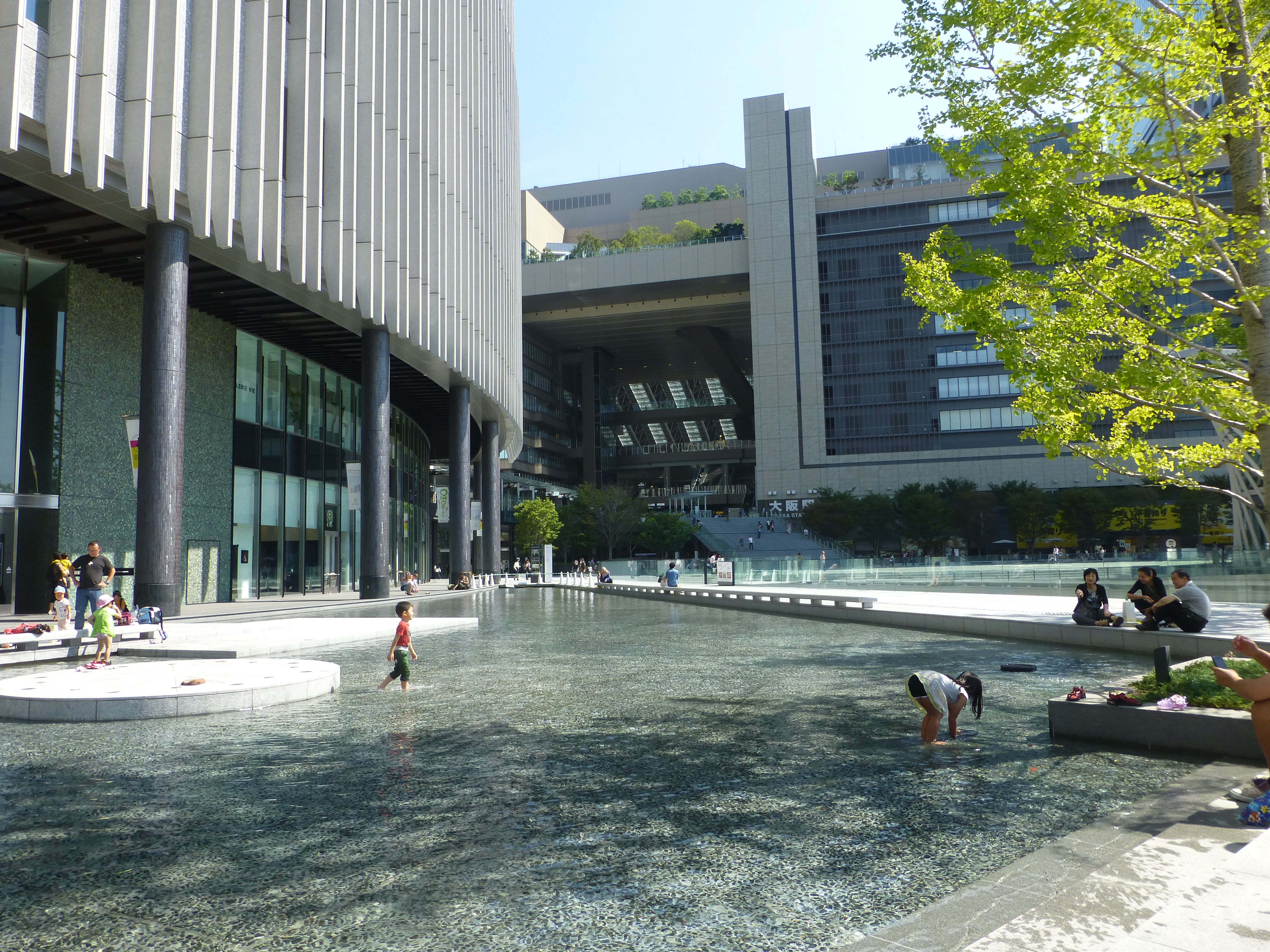
うめきた広場
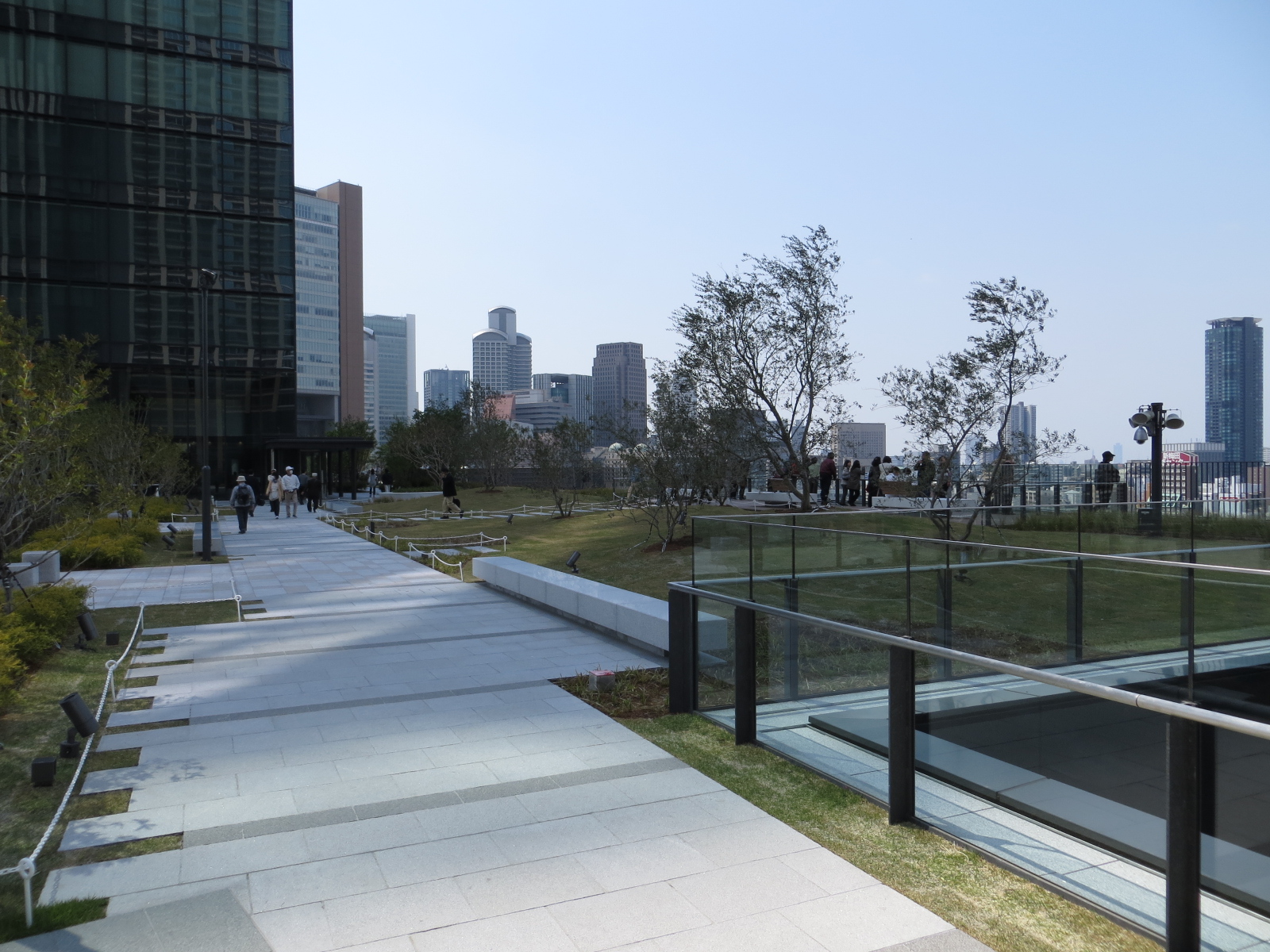
南館・屋上庭園
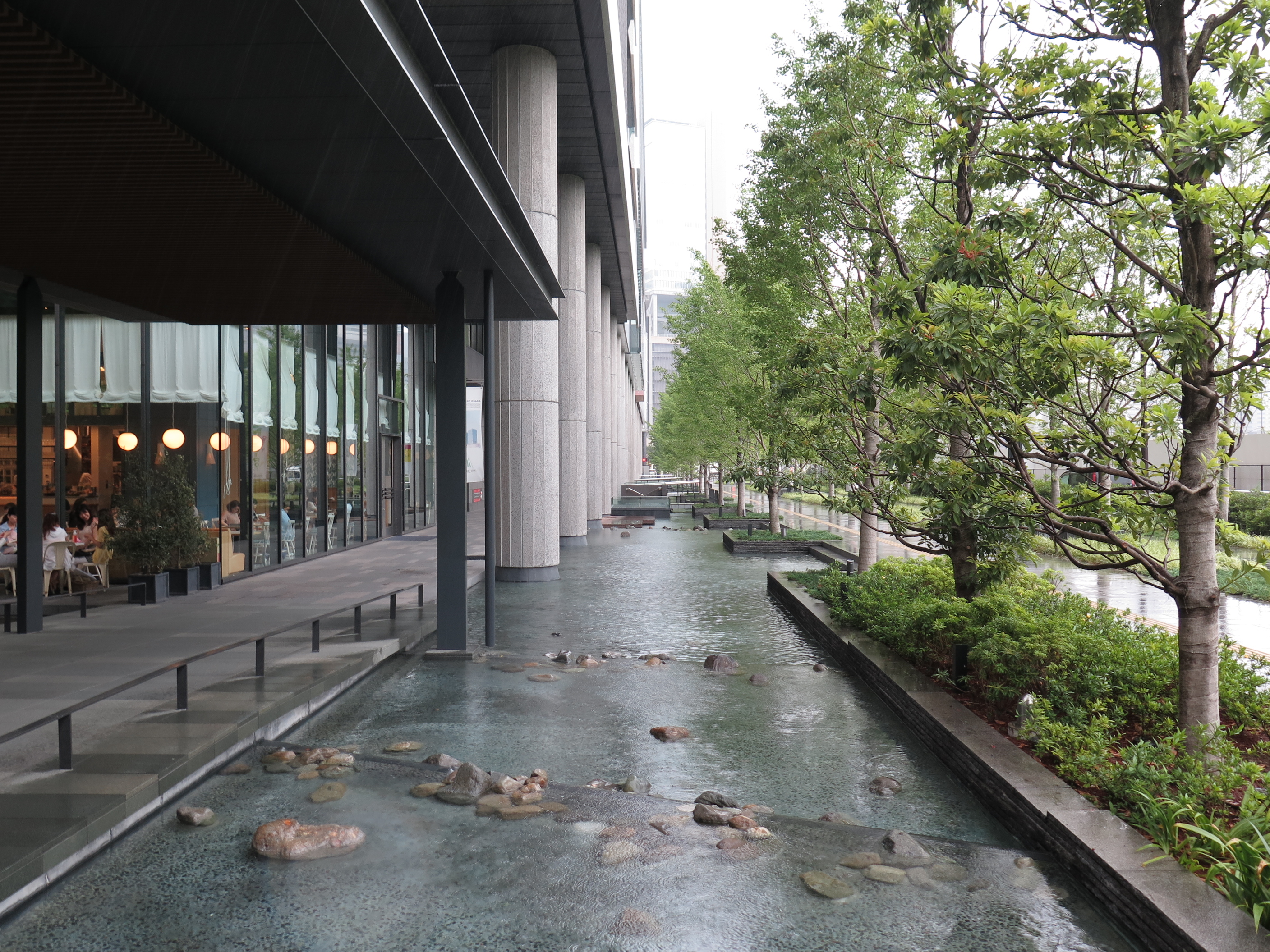
北館から南館を貫くケヤキ並木
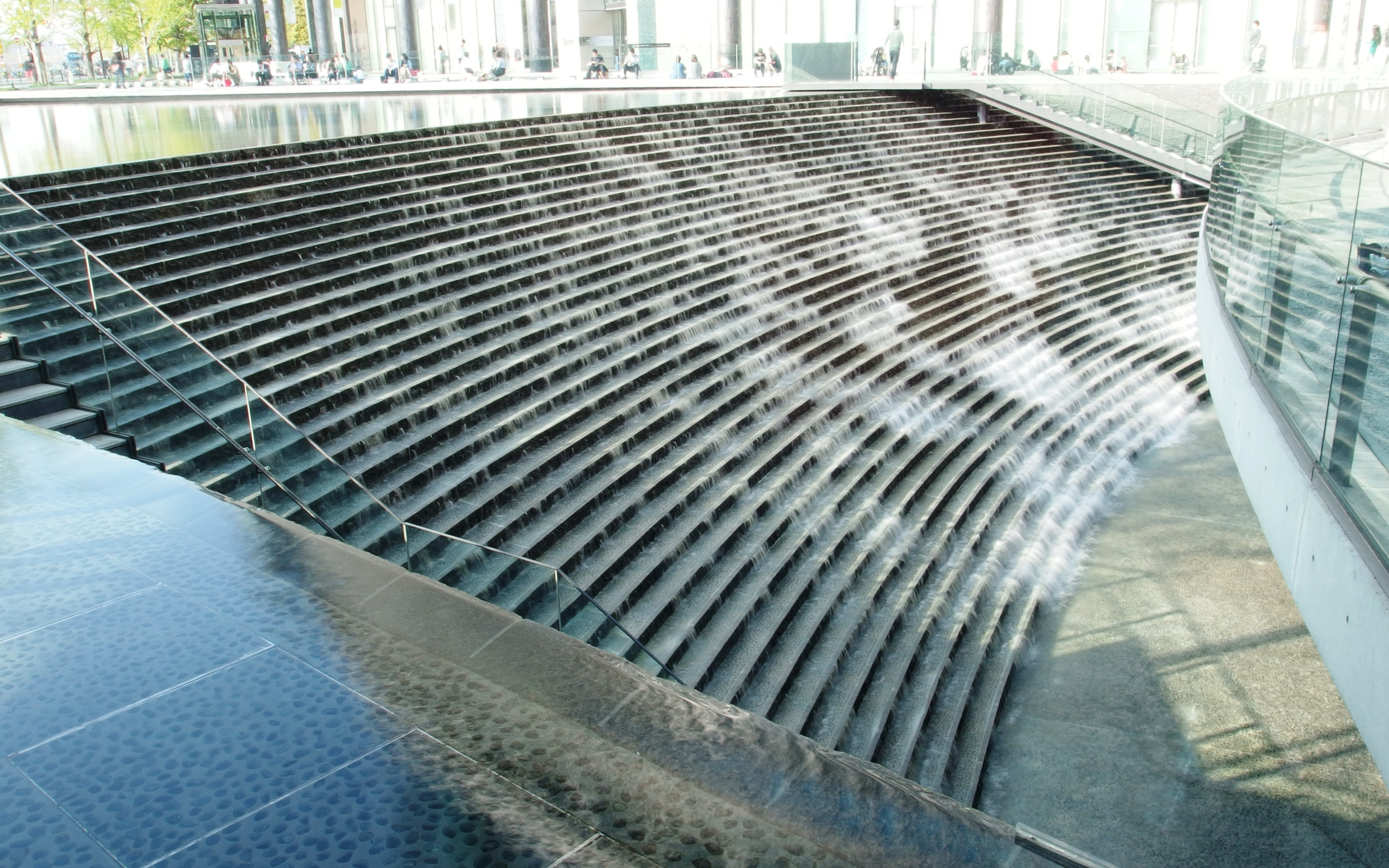
うめきた広場の水景施設
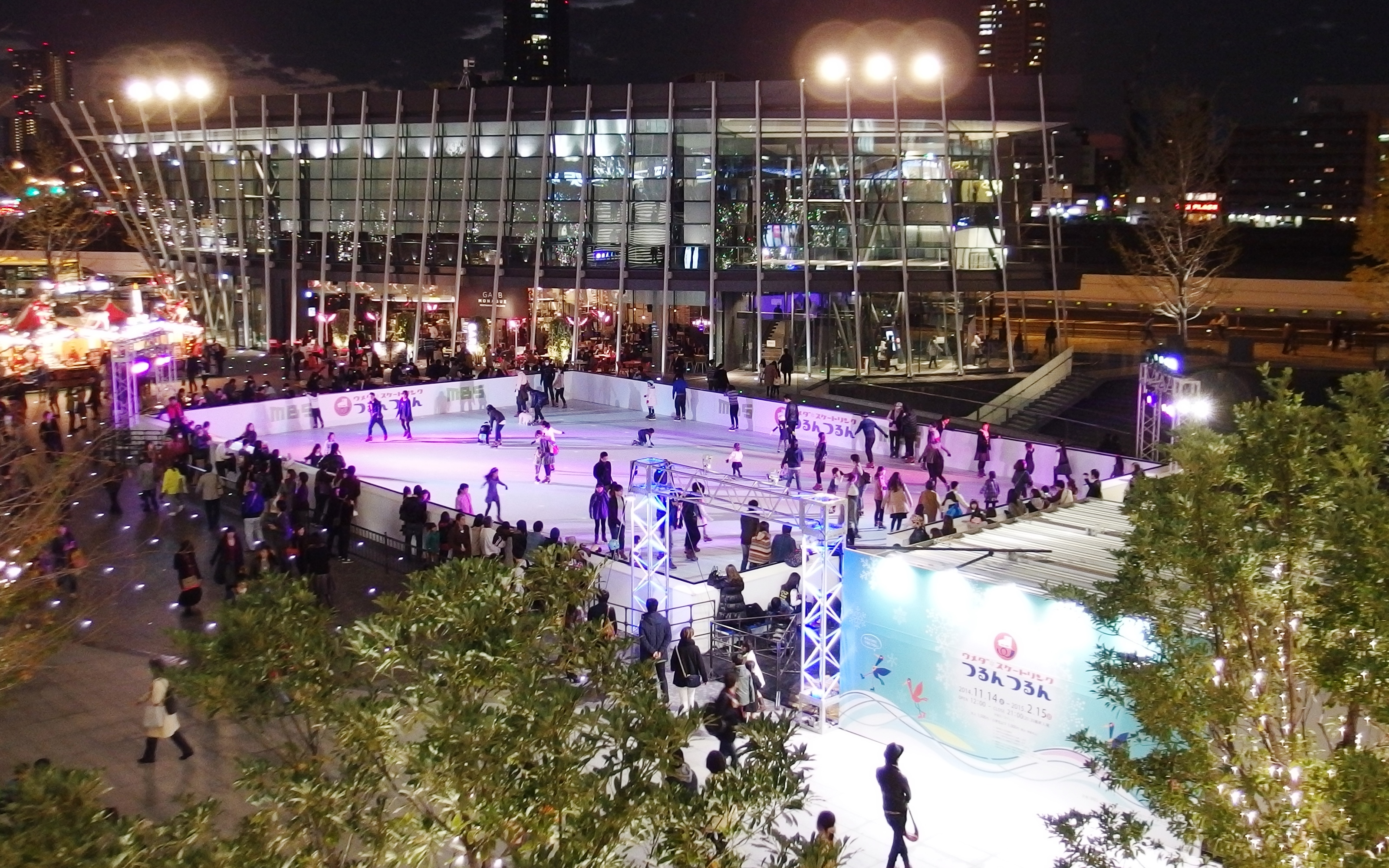
ウメダ☆スケートリンクつるんつるん
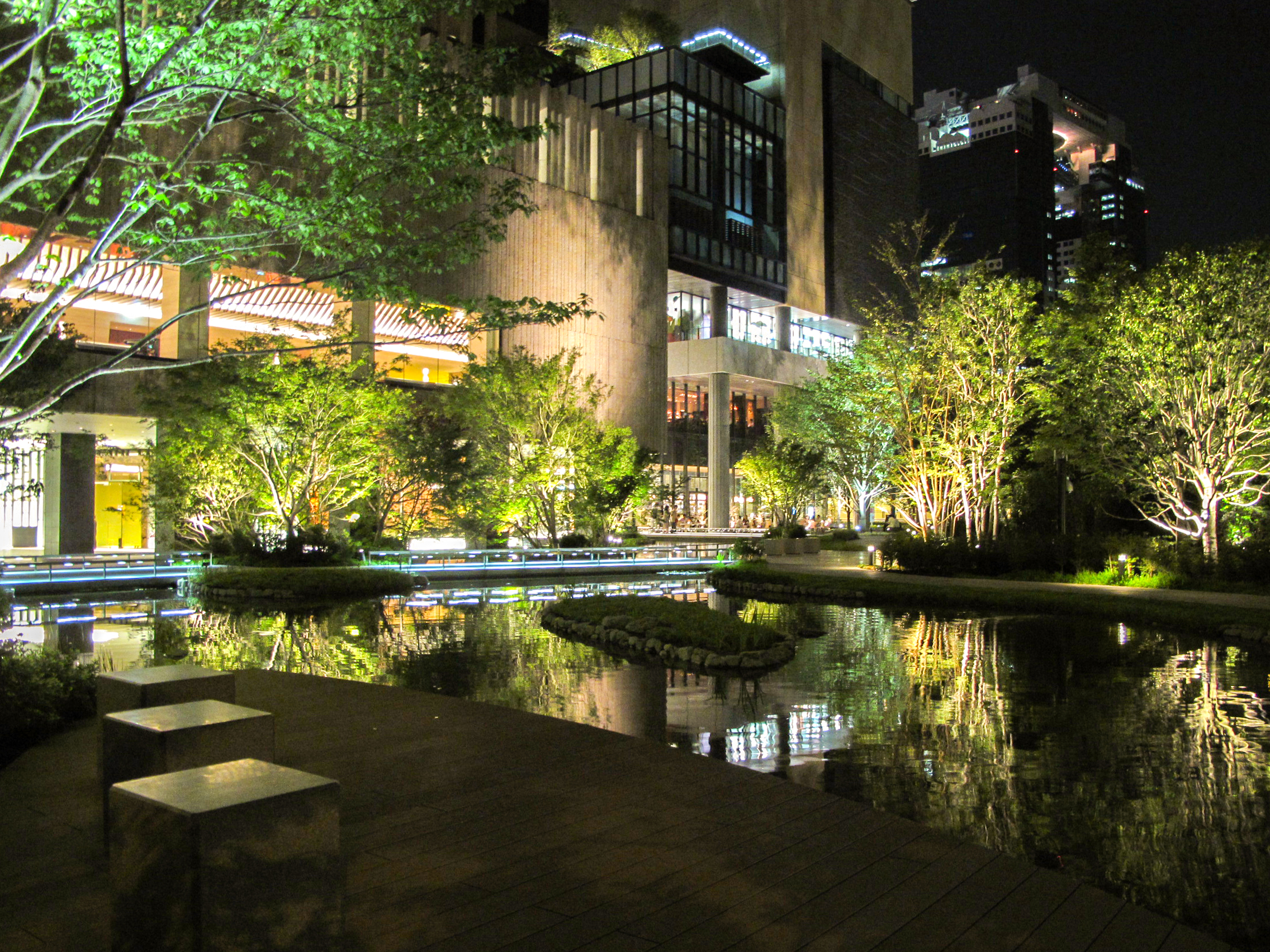
The Garden

## 交通

### 路線バス

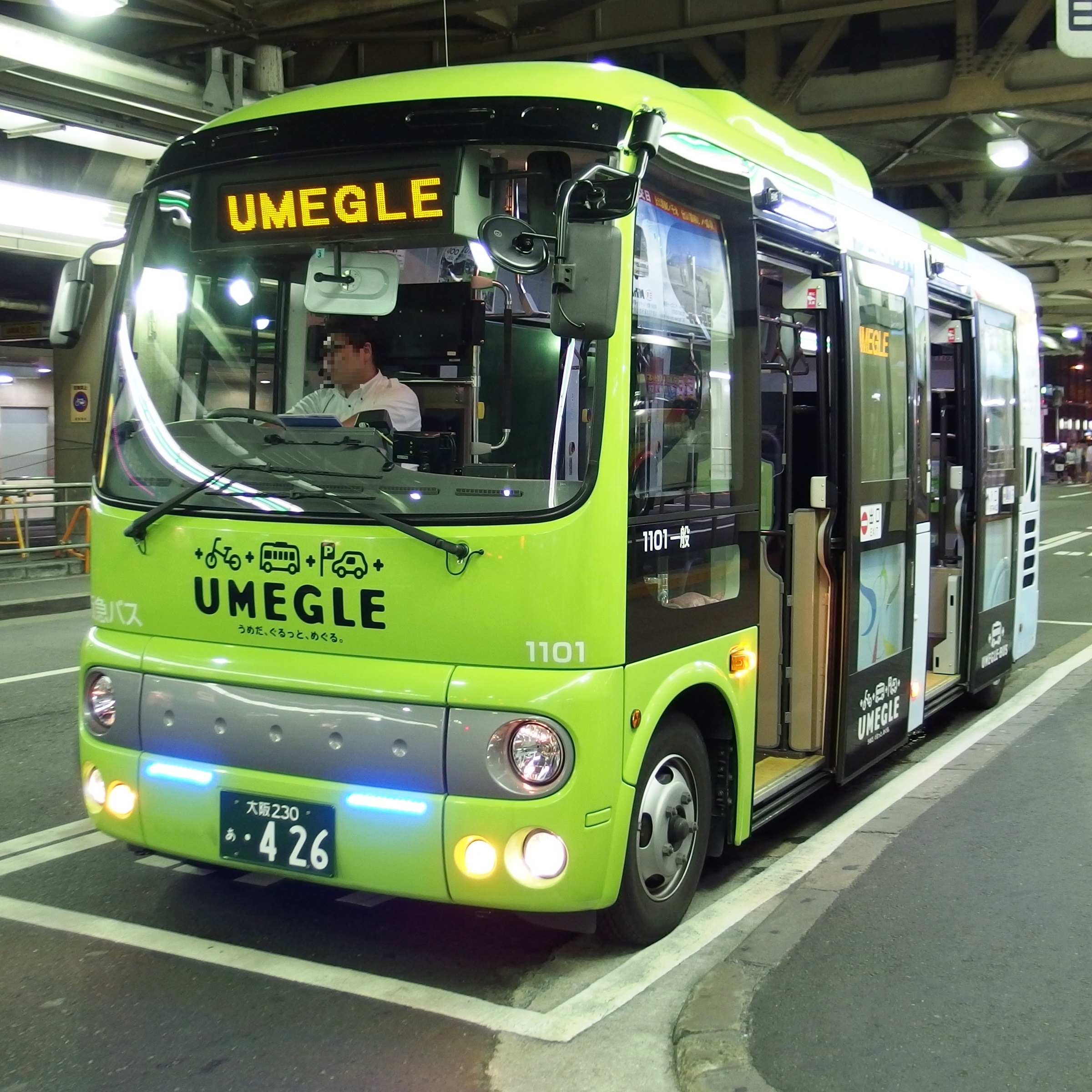
UMEGLE-BUS（エリア巡回バス）
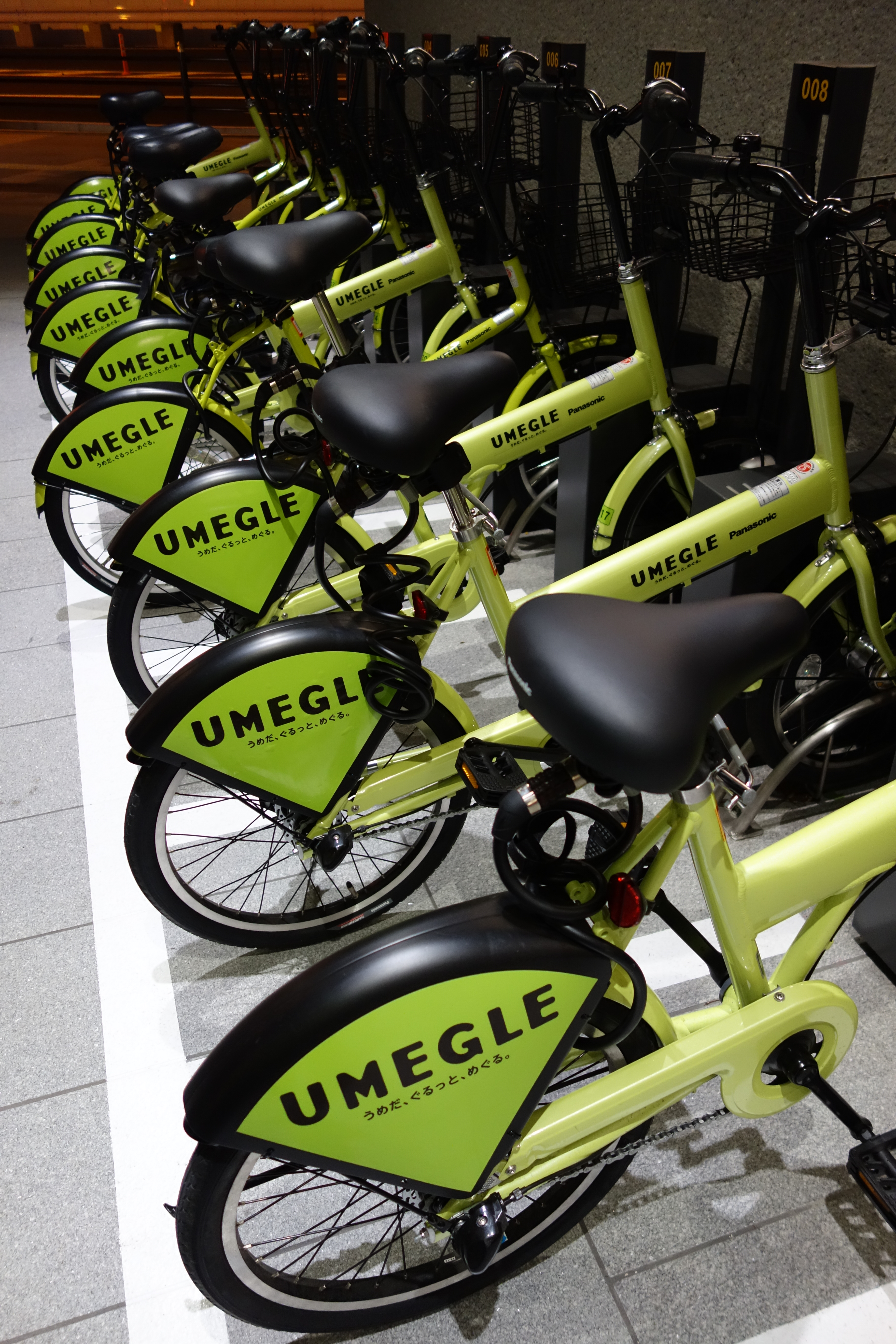
UMEGLE-CHARIの貸出・返却ポート

グランフロント大阪を含め、梅田地区を循環する路線バスである。停留所は12箇所あり、グランフロント大阪内には北館前と南館前にそれぞれ1箇所が設置されている。毎日10時から21時まで、10分間隔で運行されている。運行は阪急バスが担当しており、専用車両は同社豊中営業所に在籍している。運賃は100円（小人は50円）で、ICOCAやPiTaPa、hanicaなどのICカードでも乗車できる。

### レンタサイクル
- UMEGLE-CHARI

梅田地区で利用できるレンタサイクル。うめきた広場の貸出・返却ポートで借りることができる。料金は最初の1時間200円、以降1時間毎100円。貸し出しは8時から20時の間、返却は24時間可能で、最大3日間まで利用できる。現在の保有台数は30台で、15台は電動アシスト自転車である。支払いにはPiTaPaや各種クレジットカードが利用できる。

### 将来計画・構想
新大阪 - 大阪（うめきた（大阪）地下駅）間で梅田貨物線と路線を共用するなにわ筋線（大阪以南はJR難波・南海なんば）は建設中で、2031年春に開業予定である。
　また、大阪（うめきた（大阪）地下駅）駅からなにわ筋線の規格で分岐線を建設し、阪急電鉄十三駅へ向かう路線（なにわ筋連絡線）の計画や、西梅田駅止まりとなっている地下鉄四つ橋線を、十三駅まで延長（西梅田・十三連絡線（仮称））し、北ヤード中央に新駅が設置される構想もある。併せて、阪急電鉄が免許を保有している新大阪連絡線（十三 - 新大阪間）と合わせて一本の路線として整備することも検討されている。

## その他

### エリアマネジメント
大阪版BIDの第1号であるエリアマネジメント組織「一般社団法人グランフロント大阪TMO」が地権者12社により組織され、グランフロント大阪のエリアマネジメントを実施している。同一般社団法人は、都市再生特別措置法第118条に基づく「都市再生推進法人」に指定されている。

### J-REITへの組入
開発事業者の一部は、グランフロント大阪の持分を、スポンサーを務めるJ-REITに組み入れている。
「グランフロント大阪（うめきた広場・南館）」及び「グランフロント大阪（北館）」のそれぞれにつき共有持分を、阪急電鉄が阪急阪神リート投資法人に4.9%（2018年）、日鉄興和不動産がジャパンエクセレント投資法人に2.45%（2020年）、三菱地所がジャパンリアルエステイト投資法人に4.9%（2021年）、東京建物が日本プライムリアルティ投資法人に4.9%（2021年）を譲渡している。

## 関連項目

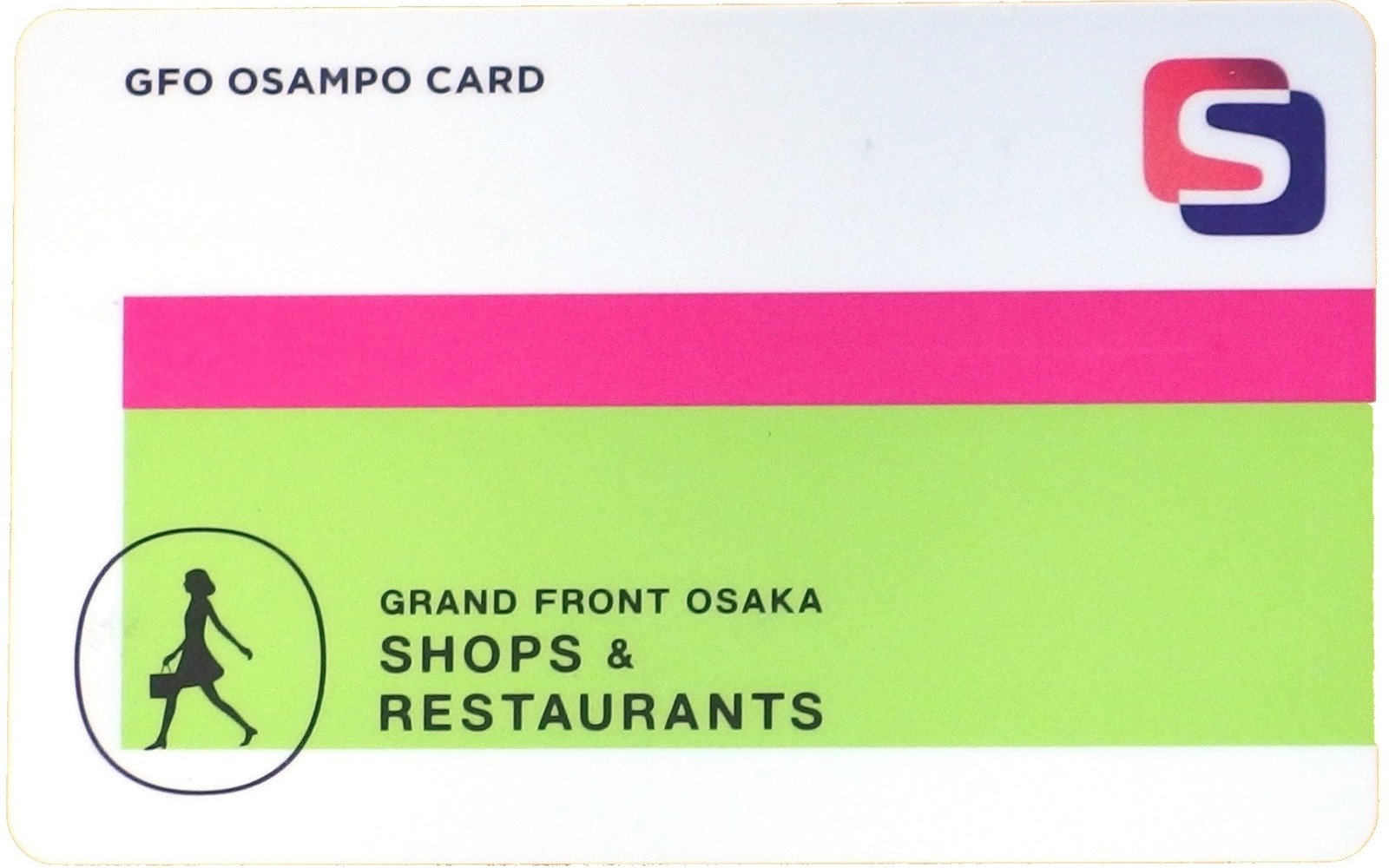
S-ポイント(GFO OSAMPO)カード